# Basket-ball à trois aux Jeux africains de 2019
Navigation
2015 2023
Les compétitions de basket-ball à trois aux Jeux africains de 2019 ont lieu du 21 au 25 août 2019 à Rabat, au Maroc.
La compétition est ouverte aux joueurs et joueuses des moins de 23 ans.

## Médaillés
| Épreuves         | Or | Argent                                                                          | Bronze |
| ---------------- | --- | ------------------------------------------------------------------------------- | --- |
| Tournoi masculin | Madagascar Solondrainy Alpha Jean Arnol Randriamampionona Elly Rakotonirina Fiary Jonhson Ratianarivo Livio Rocheteau | Égypte Basem Alian Serageldin Elsayed Mohamed Mohamed Kareem Moussa             | Nigeria Peace Godwin Kanyinsola Odufuwa Mustapha Tunde Oyebanji Chukwunonso Emmanuel Udemezue                |
| Tournoi féminin  | Nigeria Fummanya Ijeh Abel Marvellous Murjanatu Liman Musa Ifunanya Okoro                                             | Mali Gnere Alima Dembélé Assetou Diakité Aïssata Boubacar Maïga Djénéba N'Diaye | République démocratique du Congo Alliance Sungulia Sephora Kayolo Mangenza Louange Luzenga Mariana Bula Bula |

## Tableau des médailles
| Rang  | Nation                           | Or | Argent | Bronze | Total |
| ----- | -------------------------------- | -- | ------ | ------ | ----- |
| 1     | Nigeria                          | 1  | 0      | 1      | 2     |
| 2     | Madagascar                       | 1  | 0      | 0      | 1     |
| 3     | Égypte                           | 0  | 1      | 0      | 1     |
| 3     | Mali                             | 0  | 1      | 0      | 1     |
| 5     | République démocratique du Congo | 0  | 0      | 1      | 1     |
| Total | Total                            | 2  | 2      | 2      | 6     |